# Station Saint-Vincent-de-Tyrosse
Station Saint-Vincent-de-Tyrosse is een spoorwegstation in de Franse gemeente Saint-Vincent-de-Tyrosse.
Het station werd geopend in 1854.